# Olympische Winterspiele 2010/Teilnehmer (Russland)
| Gelbes Symbol für Goldmedaillen mit stilisierten Olympischen Ringen | Graues Symbol für Silbermedaillen mit stilisierten Olympischen Ringen | Braundes Symbol für Bronzemedaillen mit stilisierten Olympischen Ringen |
| ------------------------------------------------------------------- | --------------------------------------------------------------------- | ----------------------------------------------------------------------- |
| 3                                                                   | 5                                                                     | 7                                                                       |

Russland nahm an den Olympischen Winterspielen 2010 im kanadischen Vancouver mit 178 Sportlern in allen 15 Sportarten teil.
Der 11. Platz im Medaillenspiegel war die bislang schlechteste Platzierung Russlands bei Olympischen Winterspielen. Russlands Präsident Dmitri Medwedew forderte den Rücktritt aller Wintersport-Funktionäre.

## Flaggenträger

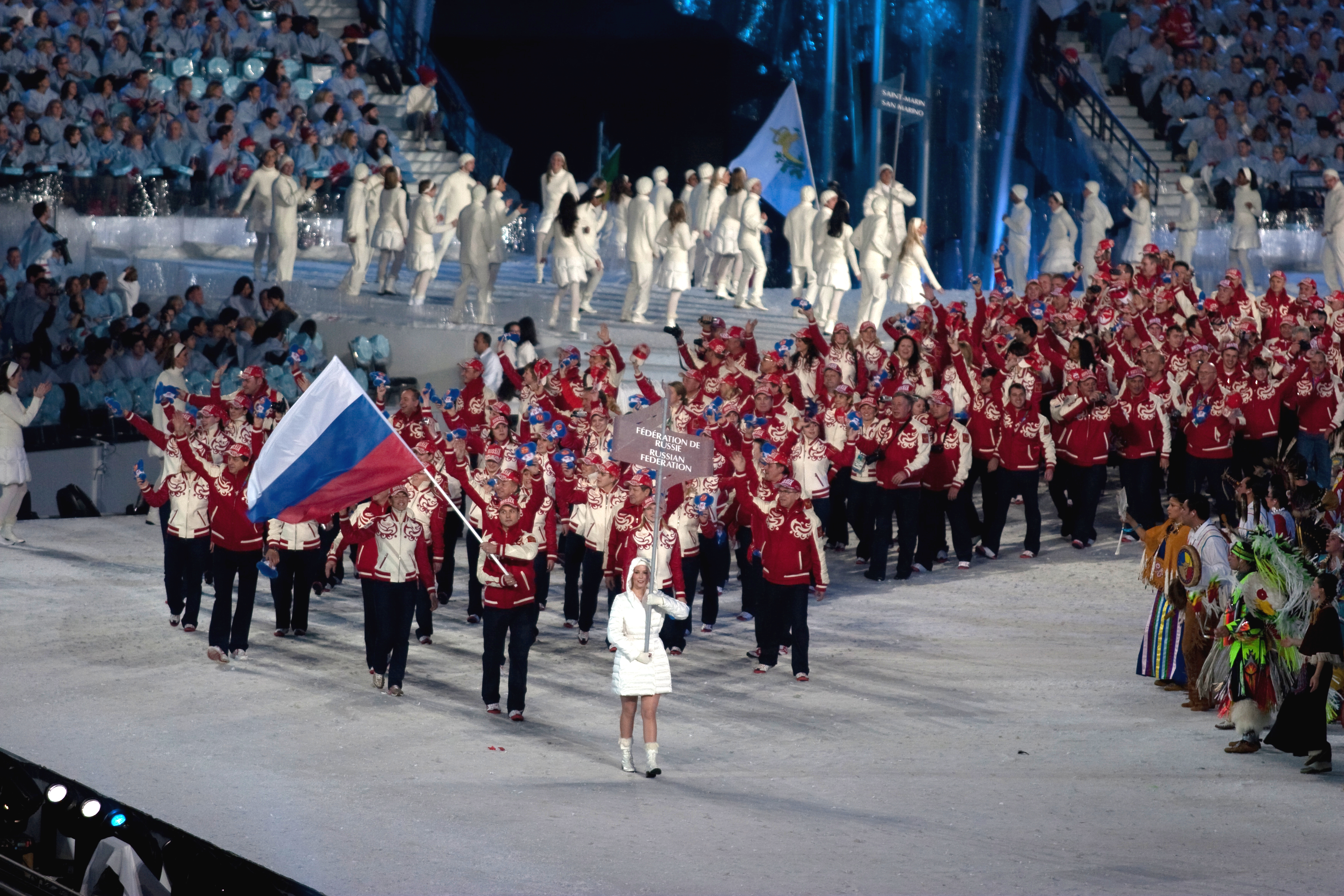
Einmarsch der russischen Delegation

Der Eishockeyspieler Alexei Alexejewitsch Morosow trug die Flagge Russlands während der Eröffnungsfeier im BC Place Stadium.

## Medaillengewinner

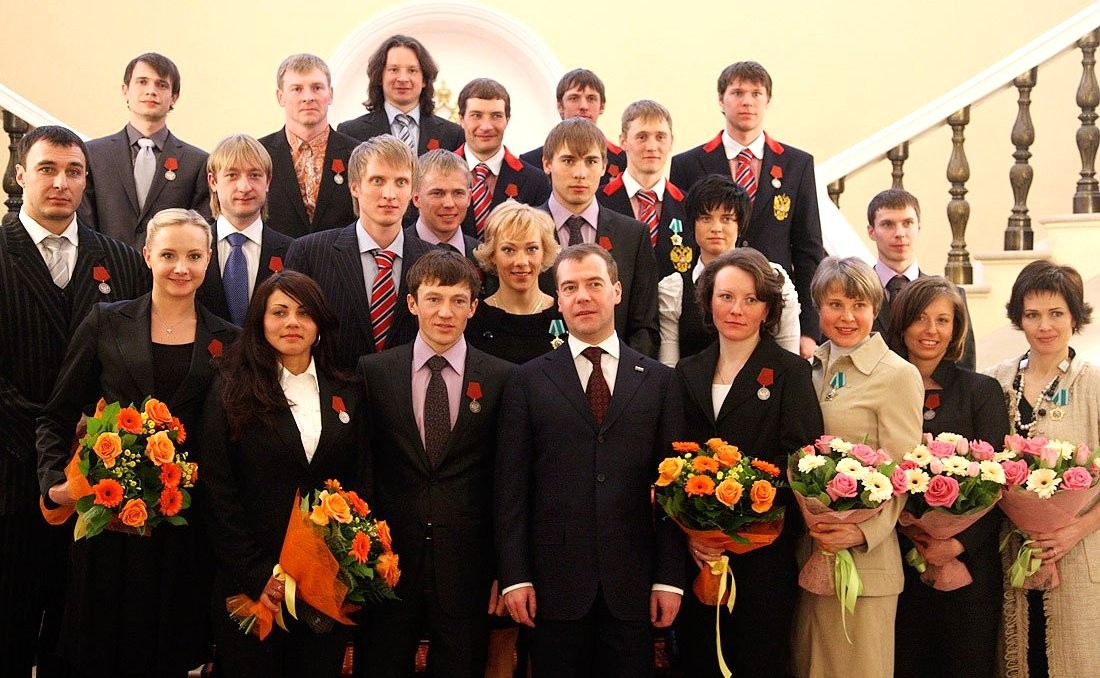
Teile des russischen Teams beim Empfang des russischen Präsidenten Dmitri Medwedew

### Gold
| Name                                                                   | Sportart    | Wettkampf                 |
| ---------------------------------------------------------------------- | ----------- | ------------------------- |
| Nikita Krjukow                                                         | Skilanglauf | Einzel-Sprint (klassisch) |
| Jewgeni Ustjugow                                                       | Biathlon    | Massenstart               |
| Swetlana Slepzowa, Anna Bogali-Titowez, Olga Medwedzewa & Olga Saizewa | Biathlon    | Staffel (4 × 6 km)        |

### Silber
| Name                    | Sportart       | Wettkampf                 |
| ----------------------- | -------------- | ------------------------- |
| Alexander Panschinski   | Skilanglauf    | Einzel-Sprint (klassisch) |
| Jewgeni Pljuschtschenko | Eiskunstlauf   | Herren                    |
| Olga Saizewa            | Biathlon       | Massenstart               |
| Iwan Skobrew            | Eisschnelllauf | 10.000 m                  |
| Jekaterina Iljuchina    | Snowboarding   | Parallel-Riesenslalom     |

### Bronze
| Name                                                                | Sportart       | Wettkampf             |
| ------------------------------------------------------------------- | -------------- | --------------------- |
| Iwan Skobrew                                                        | Eisschnelllauf | 5000 m                |
| Alexander Tretjakow                                                 | Skeleton       | Skeleton              |
| Alexander Subkow, Alexei Wojewoda                                   | Bob            | Zweier-Bob            |
| Natalja Korosteljowa & Irina Chasowa                                | Skilanglauf    | Teamsprint (Freistil) |
| Nikolai Morilow & Alexei Petuchow                                   | Skilanglauf    | Teamsprint (Freistil) |
| Oxana Domnina & Maxim Schabalin                                     | Eiskunstlauf   | Eistanz               |
| Iwan Tscheresow, Anton Schipulin, Maxim Tschudow & Jewgeni Ustjugow | Biathlon       | Staffel (4 × 7,5 km)  |

## Teilnehmer nach Sportarten

### Biathlon
| Männer - Nikolai Kruglow - Anton Schipulin 4 × 7,5 km Staffel: Bronze - Maxim Tschudow 4 × 7,5 km Staffel: Bronze - Iwan Tscheresow 4 × 7,5 km Staffel: Bronze - Jewgeni Ustjugow Massenstart: Gold 4 × 7,5 km Staffel: Bronze - Wiktor Wassiljew | Frauen - Anna Bogali-Titowez 4 × 6 km Staffel: Gold - Anna Bulygina - Olga Medwedzewa 4 × 6 km Staffel: Gold - Jana Romanowa - Olga Saizewa Massenstart: Silber 4 × 6 km Staffel: Gold - Swetlana Slepzowa 4 × 6 km Staffel: Gold |

### Bob
| Männer - Dmitri Abramowitsch - Filipp Jegorow - Andrei Jurkow - Alexei Kirejew - Pjotr Moissejew - Denis Moisseitschenkow - Roman Oreschnikow - Jewgeni Petschonkin - Jewgeni Popow - Sergei Prudnikow - Dmitri Stjopuschkin - Alexander Subkow Zweierbob: Bronze - Dmitri Trunenkow - Alexei Wojewoda Zweierbob: Bronze | Frauen RUS I - Anastassija Skulkina - Jelena Doronina 9. Platz RUS II - Olga Fjodorowa - Julija Timofejewa 18. Platz |

### Curling

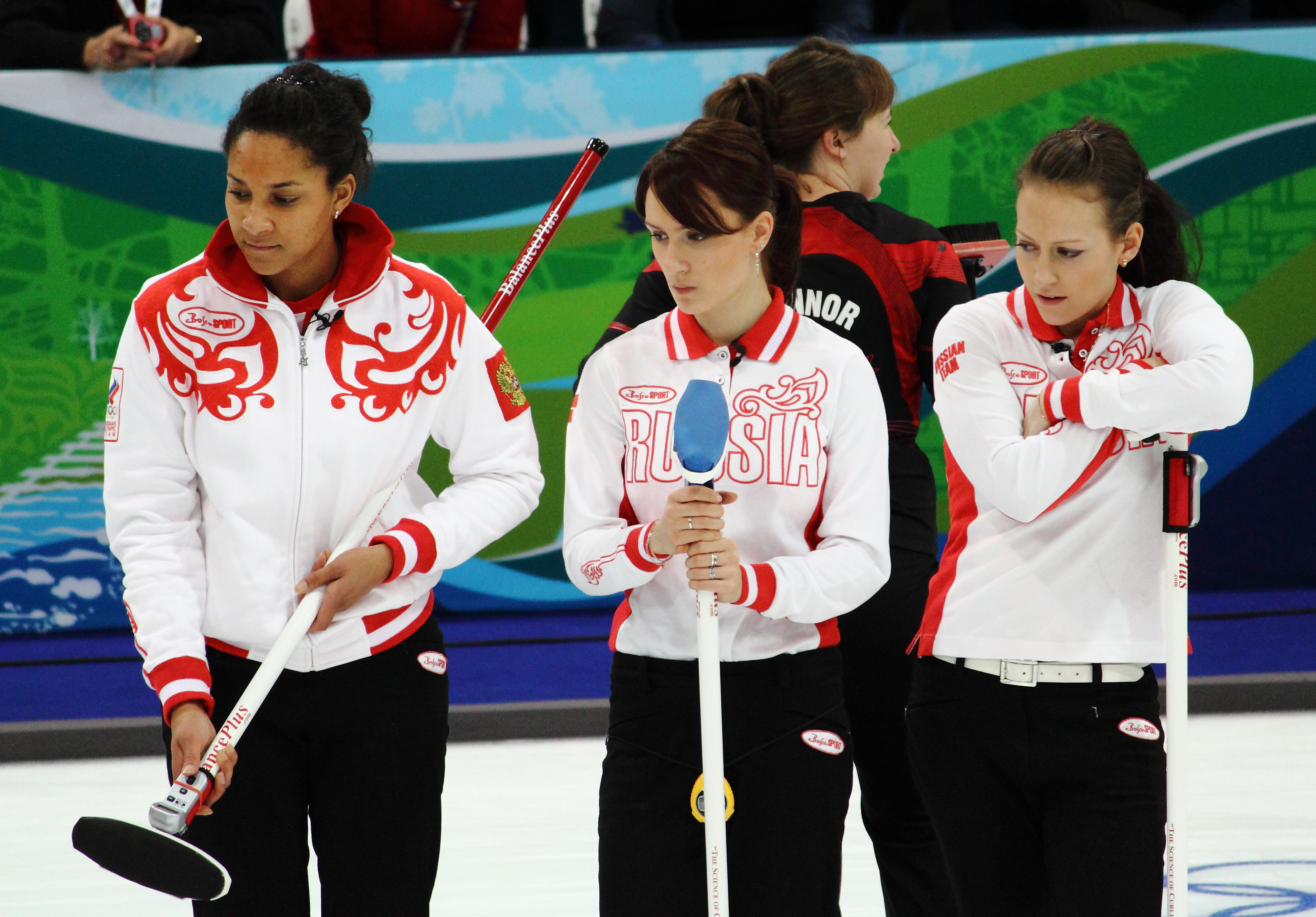
Das russische Damenteam (v.l. Nkeiruka Jesech, Anna Sidorowa und Jekaterina Galkina) bei den Olympischen Winterspielen 2010

Frauen
- Ljudmila Priwiwkowa (Skip)
- Anna Sidorowa (Third)
- Nkeiruka Jesech (Second)
- Jekaterina Galkina (Lead)
- Margarita Fomina (Ersatz)

### Eishockey
Männer
Torhüter:
- Ilja Brysgalow (Phoenix Coyotes)
- Jewgeni Nabokow (San Jose Sharks)
- Semjon Warlamow (Washington Capitals)

Verteidiger:
- Sergei Gontschar (Pittsburgh Penguins)
- Denis Grebeschkow (Edmonton Oilers)
- Dmitri Kalinin (Salawat Julajew Ufa)
- Konstantin Kornejew (HK ZSKA Moskau)
- Andrei Markow (Canadiens de Montréal)
- Ilja Nikulin (Ak Bars Kasan)
- Fjodor Tjutin (Columbus Blue Jackets)
- Anton Woltschenkow (Ottawa Senators)

Stürmer:
- Maxim Afinogenow (Atlanta Thrashers)
- Pawel Dazjuk (Detroit Red Wings)
- Sergei Fjodorow (HK Metallurg Magnitogorsk)
- Ilja Kowaltschuk (New Jersey Devils)
- Wiktor Koslow (Salawat Julajew Ufa)
- Jewgeni Malkin (Pittsburgh Penguins)
- Alexei Morosow (Ak Bars Kasan)
- Alexander Owetschkin (Washington Capitals)
- Alexander Radulow (Salawat Julajew Ufa)
- Danis Saripow (Ak Bars Kasan)
- Sergei Sinowjew (Salawat Julajew Ufa)
- Alexander Sjomin (Washington Capitals)

Frauen
Torhüterinnen:
- Irina Gaschennikowa (Tornado Moskowskaja Oblast)
- Marija Onolbajewa (Fakel Tscheljabinsk)
- Anna Prugowa (Tornado Moskowskaja Oblast)

Verteidigerinnen:
- Aljona Chomitsch (SKIF Nischni Nowgorod)
- Inna Djubanok (Tornado Moskowskaja Oblast)
- Alexandra Kapustina (SKIF Nischni Nowgorod)
- Olga Permjakowa (Tornado Moskowskaja Oblast)
- Kristina Petrowskaja (Tornado Moskowskaja Oblast)
- Soja Polunina (Tornado Moskowskaja Oblast)
- Swetlana Tkatschowa (SKIF Nischni Nowgorod)

Stürmerinnen:
- Jekaterina Ananjina (Spartak-Merkuri Jekaterinburg)
- Tatjana Burina (Tornado Moskowskaja Oblast)
- Julija Deulina (SKIF Nischni Nowgorod)
- Ija Gawrilowa (Tornado Moskowskaja Oblast)
- Jekaterina Lebedewa (Spartak-Merkuri Jekaterinburg)
- Marina Sergina (Tornado Moskowskaja Oblast)
- Jekaterina Smolenzewa (Tornado Moskowskaja Oblast)
- Olga Sossina (SKIF Nischni Nowgorod)
- Tatjana Sotnikowa (SKIF Nischni Nowgorod)
- Swetlana Terentjewa (SKIF Nischni Nowgorod)
- Alexandra Wafina (Fakel Tscheljabinsk)

### Eiskunstlauf
| Athleten                        | Kurzprogramm | Kurzprogramm | Kür    | Kür  | Punkte | Rang   |
| Athleten                        | Punkte       | Rang         | Punkte | Rang | Punkte | Rang   |
| ------------------------------- | ------------ | ------------ | ------ | ---- | ------ | ------ |
| Herren                          |              |              |        |      |        |        |
| Artjom Borodulin                | 72,24        | 13.          | 137,92 | 12.  | 210,16 | 13.    |
| Jewgeni Pljuschtschenko         | 90,85        | 1.           | 165,51 | 2.   | 256,36 | Silber |
| Damen                           |              |              |        |      |        |        |
| Aljona Leonowa                  | 62,14        | 8.           | 110,32 | 10.  | 172,46 | 9.     |
| Xenia Makarowa                  | 59,22        | 12.          | 112,69 | 9.   | 171,91 | 10.    |
| Paarlauf                        |              |              |        |      |        |        |
| Wera Basarowa/Juri Larionow     | 56,54        | 12.          | 106,96 | 11.  | 163,50 | 11.    |
| Yuko Kawaguti/Alexander Smirnow | 74,16        | 3.           | 120,61 | 7.   | 194,77 | 4.     |
| Marija Muchortowa/Maxim Trankow | 63,44        | 8.           | 122,35 | 5.   | 185,79 | 7.     |

Eistanz
| Athleten                           | Pflichttanz | Pflichttanz | Originaltanz | Originaltanz | Kürtanz | Kürtanz | Punkte | Rang   |
| Athleten                           | Punkte      | Rang        | Punkte       | Rang         | Punkte  | Rang    | Punkte | Rang   |
| ---------------------------------- | ----------- | ----------- | ------------ | ------------ | ------- | ------- | ------ | ------ |
| Jekaterina Bobrowa/Dmitri Solowjow | 29,86       | 17.         | 50,61        | 15.          | 82,88   | 14.     | 163,35 | 15.    |
| Jana Chochlowa/Sergei Nowizki      | 37,18       | 7.          | 55,57        | 9.           | 93,11   | 8.      | 185,86 | 9.     |
| Oxana Domnina/Maxim Schabalin      | 43,76       | 1.          | 62,84        | 3.           | 101,04  | 3.      | 207,64 | Bronze |

### Eisschnelllauf
Männer
- Alexei Jessin
1000 m: 22. Platz
1500 m: 21. Platz
- Jewgeni Lalenkow
500 m: 36. Platz
1000 m: 11. Platz
1500 m: 11. Platz
- Alexander Lebedew
500 m: 32. Platz
1000 m: 38. Platz
1500 m: 36. Platz
- Dmitri Lobkow
500 m: 14. Platz
1000 m: 21. Platz
- Alexander Rumjanzew
5000 m: disqualifiziert
10.000 m: 13. Platz
- Iwan Skobrew
1500 m: 4. Platz
5000 m: Bronze 
10.000 m: Silber
- Timofei Skopin
500 m: 35. Platz

Frauen
- Jekaterina Abramowa
1500 m: 32. Platz
- Olga Fatkulina
500 m: 20. Platz
1000 m: 20. Platz
- Swetlana Kaikan
500 m: 21. Platz
- Galina Lichatschowa
3000 m: 19. Platz
- Jekaterina Lobyschewa
1000 m: 28. Platz
1500 m: 11. Platz
- Jekaterina Malyschewa
500 m: 24. Platz
1000 m: 27. Platz
- Julija Nemaja
500 m: DNF
- Alla Schabanowa
1500 m: 12. Platz
- Jekaterina Schichowa
1000 m: 11. Platz
1500 m: 8. Platz
- Swetlana Wyssokowa
3000 m: 17. Platz

### Freestyle-Skiing
| Männer - Denis Dolgodworow Buckelpiste: 13. Platz; 23,59 Punkte im Finale - Jegor Korotkow Skicross: 25. Platz - Dmitri Maruschtschak Aerials: 20. Platz - Alexander Smyschljajew Buckelpiste: 10. Platz; 24,38 Punkte im Finale - Andrei Wolkow Buckelpiste: 25. Platz; 21,95 Punkte in der Qualifikation - Sergei Wolkow Buckelpiste: 28. Platz; 12,22 Punkte in der Qualifikation | Frauen - Julija Liwinskaja Skicross: 32. Platz - Regina Rachimowa Buckelpiste: 9. Platz; 22,70 Punkte im Finale - Darja Serowa Buckelpiste: 15. Platz; 20,84 Punkte im Finale - Jekaterina Stoljarowa Buckelpiste: 7. Platz; 23,55 Punkte im Finale - Marina Tscherkassowa Buckelpiste: 13. Platz; 21,09 Punkte im Finale |

### Nordische Kombination
Männer
- Sergei Maslennikow
- Nijas Nabejew

### Rennrodeln
| Männer - Albert Demtschenko (Einzel) - Stepan Fjodorow (Einzel) - Wladislaw Juschakow (Doppelsitzer) - Wiktor Kneib (Einzel) - Michail Kusmitsch (Doppelsitzer) - Wladimir Machnutin (Doppelsitzer) - Stanislaw Michejew (Doppelsitzer) | Frauen - Natalja Chorewa - Tatjana Iwanowa - Alexandra Rodionowa |

### Shorttrack
| Männer - Semjon Jelistratow 500 m: 24. Platz 1000 m: 24. Platz 1500 m: 24. Platz - Ruslan Sacharow 500 m: 27. Platz 1000 m: 29. Platz 1500 m: 31. Platz | Frauen - Walerija Potjomkina 500 m: 25. Platz 1000 m: 26. Platz 1500 m: 27. Platz - Nina Jewtejewa 1000 m: 24. Platz 1500 m: 16. Platz - Olga Beljakowa 1500 m: 30. Platz |

### Skeleton
| Männer - Alexander Tretjakow Bronze - Sergei Tschudinow | Frauen - Jelena Judina - Swetlana Trunowa |

### Ski Alpin
| Männer - Alexander Choroschilow Abfahrt: 45. Platz Super-G: 28. Platz Riesenslalom: 38. Platz Slalom: 23. Platz Super-Kombination: 21. Platz - Sergei Maitakow Super-G: ausgeschieden Riesenslalom: 40. Platz Slalom: ausgeschieden - Stepan Sujew Abfahrt: 54. Platz Super-G: 36. Platz Riesenslalom: 64. Platz Slalom: ausgeschieden Super-Kombination: 23. Platz | Frauen - Jelena Prostewa Abfahrt: 26. Platz Super-G: 24. Platz Riesenslalom: ausgeschieden Slalom: 28. Platz Super-Kombination: ausgeschieden - Ljaissan Rajanowa Super-G: ausgeschieden Riesenslalom: 37. Platz Slalom: 33. Platz |

### Skilanglauf
| Männer - Michail Dewjatjarow - Nikita Krjukow Einzel-Sprint (klassisch): Gold - Alexander Legkow 50 km Massenstart (klassisch): 14. Platz - Nikolai Morilow Teamsprint (Freistil): Bronze - Sergei Nowikow - Nikolai Pankratow - Alexander Panschinski Einzel-Sprint (klassisch): Silber - Alexei Petuchow Teamsprint (Freistil): Bronze - Sergei Schirjajew 50 km Massenstart (klassisch): dnf - Pjotr Sedow 50 km Massenstart (klassisch): 24. Platz - Maxim Wylegschanin 50 km Massenstart (klassisch): 8. Platz | Frauen - Irina Chasowa Teamsprint (Freistil): Bronze - Natalja Korosteljowa Teamsprint (Freistil): Bronze - Jewgenija Medwedewa - Olga Rotschewa - Olga Sawjalowa - Olga Schtschutschkina - Jewgenija Schapowalowa - Jelena Turyschewa |

### Skispringen
Männer
- Dmitri Ipatow
- Pawel Karelin
- Denis Kornilow
- Ilja Rosljakow
Einzelspringen, Normalschanze → 45. Qualifikation, ausgeschieden (92,0 Pkt.)

### Snowboard
| Männer - Andrei Boldykow (Snowboardcross) - Stanislaw Detkow (Parallel) | Frauen - Swetlana Boldykowa (Parallel) - Jekaterina Iljuchina (Parallel) Silber - Aljona Sawarsina (Parallel) - Jekaterina Tudegeschewa (Parallel) 10. Platz |